# クルム (ブルガリア皇帝)
クルム（Крум、755年 - 814年4月13日）は、第一次ブルガリア帝国のハーン（在位：803年 - 814年）。先代カルダムの息子。東ローマ皇帝ニケフォロス1世を殺害し、アヴァール領、東ローマ領を攻撃してブルガリアの領土を大きく広げた。

## 治世
先代カルダムの後を継ぎ、803年にハーンに即位した。805年、アヴァール人の衰退を見たクルムはアヴァール領に侵攻し、トランシルバニアからパンノニア東部にいたる領土を得た。次に南の東ローマ帝国に攻め込み、809年にセルディカ（現ソフィア）を得た。これはニケフォロス1世の侵攻を誘発した。811年にニケフォロス1世はブルガリアに侵攻した。クルムは和平を提案したが、ニケフォロス1世は受け入れずに、ブルガリアの首都プリスカを占領して破壊した。しかしクルムはプリスカの戦いで帝国軍を撃破し、ニケフォロス1世も打ち取った。
その後クルムはトラキアへ侵入を繰り返し、ヴェルシニキアの戦いで東ローマ軍を再び打ち破り、トラキアのほとんどを征服し、コンスタンティノープルを包囲した。しかしコンスタンティノープルを落とす手段がないクルムは、東ローマ皇帝レオーン5世と和平交渉を始めた。レオーン5世は交渉の場でクルムを暗殺しようとしたが、失敗した。これに激怒したクルムは、トラキアを略奪してアドリアノープル（現エディルネ）を占領し、一時ブルガリアに帰国した。その冬に再び東ローマに攻め込み、アルカディオポリスを占領した、そして再びコンスタンティノープルを攻撃しようとしていたが、翌年4月にクルムは急死した。次のハーンであるオムルタグは、東ローマと和平を結んだ。